# Conferencia de Paz de París (1919)

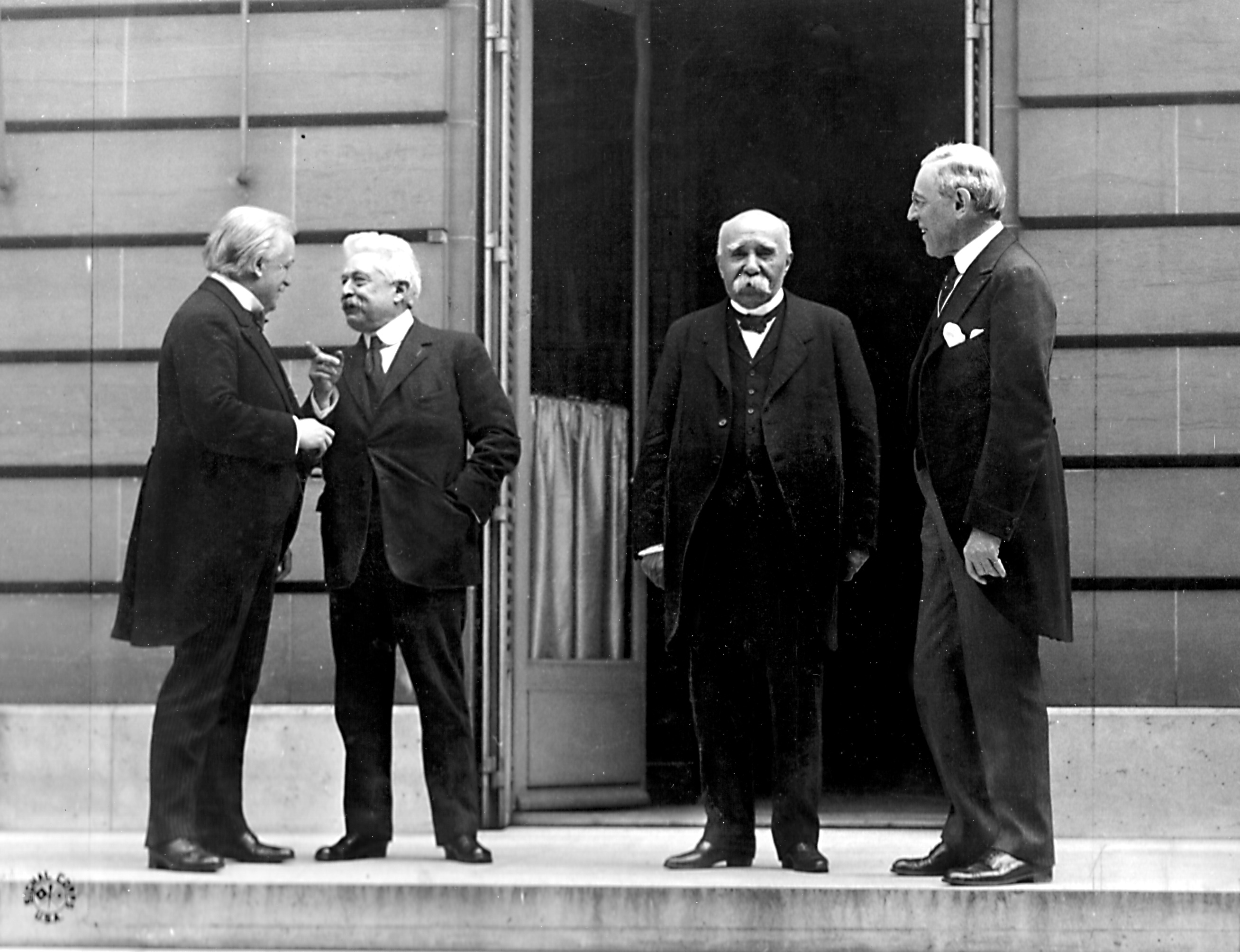
George, Orlando, Clemenceau y Wilson, el "comité de los cuatro", durante un descanso en las negociaciones de Versalles.

La Conferencia de Paz de París fue la reunión en 1919 de los Aliados después del armisticio para acordar las condiciones de paz tras la Primera Guerra Mundial con los países de las Potencias Centrales: Alemania, el Imperio otomano, Bulgaria, Austria y Hungría, estos dos últimos como representantes del desaparecido Imperio austrohúngaro. Los aliados empezaron sus labores de negociación entre sí el 18 de enero de 1919 bajo la dirección del Comité de los Cuatro: Wilson, Clemenceau, Lloyd George y Orlando, aunque los que realmente dirigieron las negociaciones fueron los tres primeros. A los países vencidos no se les dejó asistir a estas reuniones, así que los que decidieron el futuro de los vencidos, fueron los países vencedores que tenían distintas posturas.

## Posiciones de los aliados

### Reino Unido
- No tenía reivindicaciones territoriales en Europa pero aspiraba a ganar colonias en África y Asia.
- Quería la destrucción de la flota naval alemana.
- No quería hundir a Alemania para no fortalecer a Francia.
- También pedía indemnizaciones.[7][8]

### Estados Unidos
- Creación de la Sociedad de Naciones para garantizar la paz futura del mundo.
- Crear nuevas fronteras conforme a las nacionalidades (los 14 puntos de Wilson) e indemnizaciones.[7][8]

### Francia
- Recuperación de Alsacia-Lorena.
- Ocupar militarmente la zona occidental del Rin y crear un estado independiente en Renania.
- Debilitar militarmente y definitivamente a Alemania. (Oposición a la unión de Alemania y Austria)
- Ganancias territoriales e indemnizaciones.[7][8]

### Reino de Italia
- Aplicación del Tratado de Londres: anexión del Trentino, el Alto Adigio, Trieste, Istria y Dalmacia.
- Ganancias coloniales en Oriente Medio y África e indemnizaciones de guerra.[7][8]

## Logros

### Tratados
A partir de junio de 1919 se presentan los tratados para su firma a los países derrotados.

#### Tratado de Versalles
De las muchas disposiciones del tratado, una de las más importantes y controvertidas rezaba que Alemania y sus aliados aceptasen toda la responsabilidad de haber causado la guerra y, bajo los términos de los artículos 231-248, desarmarse, realizar importantes concesiones territoriales y pagar indemnizaciones a los estados vencedores. El Tratado fue socavado tempranamente por acontecimientos posteriores a partir de 1922 y fue ampliamente violado en los años treinta con la llegada al poder del nazismo.

##### Consecuencias
- Sarre quedó bajo la administración de la Sociedad de Naciones, que concedió a Francia su explotación económica durante 15 años.
- Eupen y Malmedy fueron cedidas a Bélgica.
- Norte de Schleswig-Holstein en Tondern, Schleswig-Holstein pasó a dominio danés después de los resultados de un plebiscito.
- La mayor parte de la provincia de Posen y Prusia Occidental, parte de Silesia, pasaron a dominio polaco (Véase Corredor polaco).
- Dánzig y Memel, ciudades costeras del Mar Báltico, se configuraron como ciudades libres bajo autoridad polaca y de la Sociedad de Naciones.
- El valle del río Niemen quedó bajo completo control de Lituania.
- Las colonias de Togolandia y Camerún se dividieron entre Francia (2/3 partes) y Reino Unido (1/3 parte).
- África del Suroeste (actual Namibia) quedó bajo tutela de la Unión Sudafricana.
- Tanganica pasó en su mayor parte al Reino Unido, con la excepción de Ruanda y Burundi (que quedaron en manos de Bélgica) y el puerto de Kionga, que fue devuelto a Portugal.
- La Nueva Guinea Alemana (parte en la actualidad de Papúa Nueva Guinea) pasó a ser británica, aunque finalmente quedó bajo tutela de Australia. Las islas de Polinesia que se dirigían desde ésta se repartieron entre Reino Unido y Japón.
- Prohibición del Anschluss.[11]

#### Tratado de Saint-Germain-en-Laye
El Tratado de Saint-Germain-en-Laye fue firmado el 10 de septiembre de 1919 entre las potencias aliadas y Austria. En este tratado se establecía el desmembramiento de la antigua monarquía de los Habsburgo, el Imperio Austrohúngaro, y Austria quedó limitada a algunas zonas en las que se hablaba solamente el alemán.
Mediante este tratado se reconocía la independencia de Hungría y la creación de los nuevos estados de Checoslovaquia (con Bohemia, Moravia, Silesia y Eslovaquia) y Yugoslavia (con Eslovenia, Bosnia y Herzegovina, parte de Dalmacia, Croacia y Voivodina). Hungría cedería Transilvania, parte del Bánato y Bucovina a Rumania, algo que se concretó en el Tratado de Trianón, y el Burgenland a Austria. 
Polonia se anexó Galitzia e Italia obtuvo el Trentino, Tirol del Sur, Trieste e Istria, sin embargo, los ingleses se negaron a cumplir completamente lo acordado en el Tratado de Londres oponiéndose a que Italia recuperara Dalmacia, antiguo territorio veneciano y tampoco la ciudad fronteriza de Fiume. Esto último fue visto por los italianos como una traición por parte de Inglaterra y fue uno de los principales motivos que llevaron al posterior ascenso del Fascismo.
Una cláusula importante era la prohibición de revisar o revocar la independencia de Austria, con el fin de impedir una unión política y/o económica con Alemania (Anschluss), sin la autorización de la Sociedad de Naciones, ya que tras la pérdida de su Imperio los austriacos se plantearon la posibilidad de la unificación fracasada en 1866 tras la guerra austro-prusiana.
El Tratado de Trianon, firmado posteriormente entre los aliados y Hungría, completa el proceso de desmembramiento del Imperio Austrohúngaro.
Con este tratado, la mitad de los doce millones de habitantes del Imperio que eran de lengua alemana quedaron fuera de la nueva República de Austria, como fueron los Sudetes en Checoslovaquia, la región del Tirol del Sur, con capital en Bolzano, en Italia, y algunas comunidades en Hungría y Transilvania. Esto llevó a problemas que precedieron la Segunda Guerra Mundial.
La desintegración del Imperio Austrohúngaro causó tensiones y dificultades entre las nuevas naciones. Austria quedó reducida a un territorio de 80.000 km² con una población de unos 6 millones de habitantes, un tercio de los cuales vivían en Viena que se convirtió en una capital muy grande para un país tan pequeño. Se le prohibió unirse a Alemania y fue obligada a pagar compensaciones de guerra y a reducir su ejército a 30 000 soldados.

#### Tratado de Neuilly
El Tratado de Neuilly-sur-Seine fue firmado el 27 de noviembre de 1919 en Neuilly-sur-Seine (Francia) entre Bulgaria y las potencias vencedoras en la Primera Guerra Mundial.
De acuerdo con lo estipulado en el tratado, Bulgaria reconocía el nuevo Reino de Yugoslavia, pagaba 400 millones de dólares en concepto de indemnización y reducía su ejército a 20 000 efectivos. Además, perdía una franja de terreno occidental en favor de Yugoslavia y cedía Tracia occidental a Grecia, por lo que quedaba sin acceso al Mar Egeo.
El tratado es conocido en Bulgaria como la "Segunda Catástrofe Nacional", siendo la primera su derrota en la Guerra Balcánica de 1913.

#### Tratado de Trianon
Hungría proclamó su independencia frente a Austria en el 16 de noviembre de 1918. Las fronteras temporales «de facto» de Hungría fueron las mismas que las trazadas por las líneas de la tregua de noviembre-diciembre de 1918. En comparación con el antiguo Reino de Hungría, esas fronteras no incluían:
- Parte de Transilvania, al sur del río Maros (en rumano: Mureş) y al este del río Szamos (Someş), que pasó a Rumanía (conforme al cese de hostilidades de Belgrado, firmado en el 13 de noviembre de 1918). En el 1 de diciembre de 1918, la Asamblea Nacional de los Rumanos de Transilvania votó la unificación de Transilvania con el Reino de Rumanía.

- Croacia-Eslavonia, Voivodina, y Bosnia y Herzegovina, que se unieron con el recientemente establecido Reino de los Serbios, Croatas y Eslovenos, junto con las ciudades de Pécs, Mohács, Baja y Szigetvár (conforme al mismo cese de hostilidades); desde el reconocimiento internacional del Reino de los Serbios, Croatas y Eslovenos en 1919, esa fue la frontera oficial hasta la firma del Tratado de Trianon.

- Eslovaquia, que llegó a ser parte de Checoslovaquia (status quo de las legiones checoslovacas aceptado por la Triple Entente el 25 de noviembre de 1918).

- La ciudad de Rijeka (Fiume), que llegó a ser un tema de debate entre Italia y el Reino de los Serbios, Croatas y Eslovenos.

La Triple Entente pidió reconocer a Hungría los nuevos territorios pertenecientes a Rumanía, a través de una línea trazada a lo largo del río Tisza. Sin la posibilidad de rechazar esos términos, pero tampoco queriendo aceptarlos, los líderes de la Primera República Húngara dimitieron y los comunistas llegaron al poder. Se formó la República Soviética Húngara y se organizó rápidamente un Ejército Rojo Húngaro. Ese Ejército tuvo, en un principio, éxito en contra de las legiones checoslovacas y llegó cerca de la antigua frontera de Galitzia (polaca), separando de esa manera a las tropas checoslovacas de las tropas rumanas. En el 1 de julio de 1919 se firmó la cesación de hostilidades entre el Ejército Rojo y las tropas checoslovacas, mientras que las tropas rumanas cruzaron el río Tisza, derrotaron al Ejército Rojo y ocuparon Budapest en el 4 de agosto de 1919.
El Estado húngaro fue restablecido por la Triple Entente, quien ayudó al almirante Horthy a llegar al poder, en el mes de noviembre de 1919. En diciembre de 1919 una delegación húngara fue invitada a la Conferencia de Paz de Versalles. Las fronteras definitivas de Hungría fueron establecidas por el Tratado de Trianon, firmado en el 4 de junio de 1920. Además de los territorios mencionados anteriormente, Hungría perdió otros territorios ocupados como parte del Imperio austrohúngaro:
- El resto de Transilvania, que pasó a Rumanía.
- Rutenia, que pasó a Checoslovaquia, conforme al Tratado de Saint-Germain de 1919.
- La mayor parte de Burgenland, que llegó a ser parte del nuevo estado establecido (Austria), también conforme al Tratado de Saint-Germain; el distrito de Sopron optó por quedarse como parte de Hungría, después de un plebiscito organizado en diciembre de 1921.
- Međimurje y Prekmurje, que llegaron a ser parte del Reino de los Serbios, Croatas y Eslovenos.

Conforme al Tratado de Trianon, las ciudades Pécs, Mohács, Baja y Szigetvár, temporalmente bajo administración yugoslava, pasaron a Hungría. Un comité asignó pequeñas partes del norte de los antiguos distritos Árva y Szepes a Polonia, puesto que ahí vivía una mayoría de población polaca.

#### Tratado de Sèvres

Repartición de Anatolia y Tracia de acuerdo al Tratado de Sèvres de 1920, derogado por el Tratado de Lausana en 1923.

Los dirigentes de Francia, Gran Bretaña y los Estados Unidos declararon sus diferentes objetivos en relación con el Imperio otomano durante la Conferencia de Paz de París, 1919. 
El Tratado dejaba al Imperio otomano sin la mayor parte de sus antiguas posesiones, limitándolo a Estambul y parte de Asia Menor. En Anatolia Oriental se creaba un estado autónomo para los kurdos (Kurdistán), y varios distritos pasaban a Armenia (la República de Armenia se independizó de Rusia en 1918) para formar la Gran Armenia. Grecia recibía Tracia Oriental, Imbros, Ténedos y la región de Esmirna. Se reconocía la separación de Egipto, Hedjaz y Yemen; mientras que Mosul, Palestina y Transjordania pasaban a administración británica y Siria, Líbano y Alejandreta a administración francesa, que también recibía una zona de influencia en Cilicia. Chipre quedó para los británicos que ya lo administraban y Castellorizo para los italianos con una zona de influencia en la región de Antalya. La navegación en los estrechos sería libre y controlada por una comisión internacional.
El Tratado logró la expulsión del Imperio otomano de Europa. Esto había sido el sueño del cristianismo durante casi quinientos años contados a partir de la Liga Santa, se le puso la condición al Imperio otomano, tal que nunca podía ser reactivado de nuevo en su antigua forma.

### Otros
Se configuró un nuevo mapa político de Europa creándose nuevas naciones: Polonia, Checoslovaquia, Hungría, Yugoslavia, Finlandia, Estonia, Letonia y Lituania. Se ratificaron las fronteras de los países vencidos. También se creó el conocido como "Cordón sanitario" para aislar el mundo capitalista del comunista.

### Japón y la cuestión de la igualdad racial

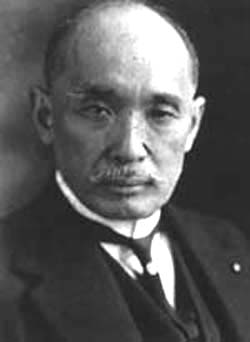
Makino Nobuaki, jefe de la delegación de Japón.

La delegación de Japón, encabezada por Makino Nobuaki, planteó el reconocimiento de la igualdad racial en los estatutos de la Sociedad de Naciones, pero su petición no fue atendida. Desde el principio la delegación japonesa no fue tratada igual que los cuatro grandes y no sólo se les asignó un puesto en el extremo de la mesa de las negociaciones, sino que sus miembros tuvieron que soportar comentarios denigratorios y chistes racistas —el presidente francés Georges Clemenceau, por ejemplo, se quejó de tener que estar junto a los «feos» japoneses en una ciudad llena de atractivas mujeres rubias; el presidente australiano Billy Hughes, defensor a ultranza de una Australia Blanca, hizo chistes sobre el canibalismo en referencia a los pueblos del Pacífico—. En el curso del debate sobre la igualdad racial, cuando al británico Lord Balfour se le argumentó que en la Constitución de Estados Unidos se reconocía que «todos los hombres son creados iguales», él respondió que no creía que «un hombre de África central fuera creado igual que un europeo». Entonces Makino pidió que se votara la propuesta y consiguió que fuera aprobada por la mayoría de los países representados en la conferencia, pero la oposición de Gran Bretaña y sus Dominios, especialmente Australia, fue tan radical que finalmente el presidente estadounidense Woodrow Wilson dictaminó que el voto quedaba anulado debido a la disconformidad expresada por varios países. Como ha señalado el ensayista indio Pankaj Mishra, la resolución en la que se rechazaba la igualdad racial «iba a ser recordada durante décadas por los nacionalistas japoneses».
Según este mismo autor indio, Wilson no respaldó la propuesta japonesa —que en el fondo respondía a los principios expresados en los Catorce Puntos— porque, además de que podía poner en cuestión la legislación antiasiática de Estados Unidos, «temía perder el apoyo de los británicos y de sus aliados australianos. En gran medida, la anglofilia cegaba a Wilson y a sus asesores (en su mayoría miembros de la élite blanca anglosajona y protestante de la costa Este), lo que le impedía ver la pasión anticolonial que existía en Asia y África».

## Consecuencias
Los vencidos, sobre todo Alemania, se quedaron con la sensación de haber sido tratados injustamente (revanchismo y nacionalismo), que, entre otras cosas, causaría el estallido de la Segunda Guerra Mundial. Además no se resolvió el problema de las nacionalidades quedando en evidencia el principio teórico de las negociaciones.